# Heterogromia
Heterogromia es un género de foraminífero bentónico de la familia Lagynidae, del suborden Allogromiina y del orden Allogromiida. Su especie tipo es Heterogromia intermedia. Su rango cronoestratigráfico abarca el Holoceno.

## Clasificación
Heterogromia incluye a la siguiente especie:
- Heterogromia intermedia